# Horst Gorbauch
Horst Gorbauch (* 15. April 1948 in Hermsdorf, Thüringen) ist ein deutscher Religionspädagoge und Sachbuchautor.
Als Sohn eines Apothekers aufgewachsen, besuchte er von April 1954 bis März 1958 die Grundschule in Hermsdorf. Im April 1958 flüchtete die Familie aus der DDR. Von Mai 1958 bis April 1959 besuchte er das Gymnasium in Giengen an der Brenz und von April 1959 bis Oktober 1966 das Gymnasium in St. Ingbert/Saar. Sein Studium der Germanistik und katholischen Theologie begann er im Wintersemester 1966/67 an der Universität des Saarlandes. Von 1968 bis 1972 studierte er an der Universität Tübingen. Im März 1972 beendete er das Studium mit dem Staatsexamen. 
Er war von 1973 bis 2012 Lehrer für Deutsch, katholische Religion und Philosophie am Uhland-Gymnasium in Tübingen. 
1980 promovierte er an der Universität Tübingen bei Friedrich Kümmel zum Doktor der Philosophie. Bis 2012 war Gorbauch auch Leiter des Katholischen Schuldekanatamtes Tübingen und Fachberater für katholische Religion (Gymnasien) beim Regierungspräsidium Tübingen. Außerdem war er Vorsitzender des Verbandes der Religionslehrerinnen und Religionslehrer in der Diözese Rottenburg-Stuttgart.

## Veröffentlichungen
- Formallogische und hermeneutisch-dialektische Semantik. Ein Vergleich. Verlag Tübinger Studentenwerk, Tübingen 1981 (Dissertation).
- Stundenblätter Umgang mit der Bibel. Sekundarstufe II. Klett, Stuttgart 1985, ISBN 3-12-926711-5 (mit Dorothea Mehner).
- Ein materialistischer Romantiker? Der Sagenforscher Ludwig Uhland. In: Helmut Storch (Red.): Ludwig Uhland. Werk und Wirkung. Festschrift des Uhland-Gymnasiums zum 200. Geburtstag des Politikers, Gelehrten, Dichters. Uhland-Gymnasium, Tübingen 1987, S. 73–101.
- Stundenblätter Glaube und Fehlformen des Glaubens. Sekundarstufe I. Klett, Stuttgart und Dresden 1992, ISBN 3-12-926713-1 (mit Dorothea Mehner-Weber).
- Materialien Religion. Glaube und Fehlformen des Glaubens. Sekundarstufe I. Klett, Stuttgart 1997, ISBN 3122687704 (mit Dorothea Mehner-Weber).
- Gott erfahren – Gott denken. Schülerheft für den katholischen Religionsunterricht Jahrgangsstufen 12 und 13 der Gymnasien in Baden-Württemberg. Süddeutsche Verlagsgesellschaft, Ulm 2003 (mit Elisabeth Grünbeck, Angelika Meissner, Albrecht Rieder).
- Der Mensch. Verantwortlich – frei – schuldig. Schülerheft für den katholischen Religionsunterricht Jahrgangsstufen 12 und 13 der Gymnasien in Baden-Württemberg. Süddeutsche Verlagsgesellschaft, Ulm 2003, ISBN 3-88294-329-7 (mit Elisabeth Grünbeck, Albrecht Rieder).
- Die Frage nach Gott (LPE 1). Erläuterungen, methodische Anregungen, Materialien für den Unterricht. Institut für Religionspädagogik der Erzdiözese Freiburg, Freiburg 2004.